# Фишер, Саша
Саша Фишер (нем. Sascha Fischer, родился 24 декабря 1971 года в Штутгарте) — немецкий регбист, выступавший на позиции замка.

## Биография
Фишер пришёл в регби из волейбола, выступал за немецкий клуб «Ганновер 78» до своего отъезда во Францию. Выступал много лет в профессиональных клубах Франции, за команду «Бургуэн-Жальё» играл в Кубке Хейнекен. До 2009 года выступал за клуб «Ле-Бюг» из чемпионата Федераль 1, выиграв с ним Федераль 3 в 2007 году. За сборную Германии сыграл 27 матчей, выступал в Кубке европейских наций (в сезоне 2006/2008 сыграл один матч против Бельгии 10 ноября 2007 года в Брюсселе).
При своих антропометрических данных (росте 208 см) Фишер был одним из самых крупных регбистов Европы, а на позиции замка отличался умением читать игру.